# Rohese Giffard
Rohese Giffard (a veces Rose, o Rohais; m. después de 1113) fue una noble normanda de finales del siglo XI y comienzos del siglo XII.
Giffard era la hija de Walter Giffard. Su abuelo materno era Gerard Fleitel. Walter Giffard era Señor de Longueville-sur-Scie en la Alta Normandía.

## Familiar
Giffard fue la esposa de Richard fitzGilbert, hijo de Gilberto de Brionne. El Domesday Book le registra como el octavo propietario más rico de Inglaterra y sus posesiones se centraban en dos localizaciones– tierras en Kent y Surrey agrupadas alrededor de Tonbridge y tierras en Essex y Suffolk agrupadas alrededor de Clare. Fue madre de Roger, Gilbert, Walter, Robert, Richard, Godfrey, Rohese (o Rohais), y Adelisa.
Roger recibió las tierras normandas tras la muerte de su padre, Gilbert recibió las tierras inglesas, a Walter le fue concedido un señorío galés por Enrique I de Inglaterra, y Robert recibió tierras cerca de Londres, también por el rey. Richard profesó en la abadía de Bec y llegaría a ser abad de Ely. Del último hijo, Godfrey, solo sabemos que fue enterrado en Clare. Rohais se casó con Eudo Dapifer y Adelisa con Walter Tirel. Una hija de Richard, sin nombre, se dice que se casó con Ralph de Fougères, pero sabemos si se trata de un segundo matrimonio de Rohais o Adelisa o de si es una tercera hija. Algunos de los niños nacieron antes 1066, ya que en una donación hecha a la abadía de Jumièges en 1066 menciona las almas de sus niños.
Giffard aparece en el Domesday como propietaria or derecho propio. Richard murió entre 1085 y 1087, ya que su hijo Gilbert atestigua una carta de Guillermo II de Inglaterra en ese año. Rohese le sobrevivió y aún estaba viva en 1113, cuando hace un regalo al priorato de St Neot, fundado como dependiente de Bec en el manor de Rohese en Eynesbury. Los descendientes de Rohese  los descendientes finalmente heredaron las tierras de su padre, recibiendo medio honor de Long Crendon en Buckinghamshire en el reinado de Ricardo I de Inglaterra (r. 1189–1199).

## Citas
1. 1 2  Sanders English Baronies p. 34
2. 1 2 3 4 5  Mortimer "Clare, Richard de" Oxford Dictionary of National Biography
3. 1 2 3  Keats-Rohan Domesday People p. 413
4. 1 2  Keats-Rohan Domesday People p. 363
5. ↑  Cockayne Complete Peerage III p. 242